# Cherbourg-Éclair
Cherbourg-Éclair est un ancien quotidien normand implanté dans le département de la Manche, dont le siège se trouvait à Cherbourg.
Il est fondé en 1905 par Jean-Baptiste Biard (1865-1938), à la suite du Réveil cherbourgeois, créé le 5 novembre 1889.
Le quotidien choisit de continuer à paraître pendant l'occupation allemande, jusqu'au 12 juin 1944, ce qui lui vaut d'être interdit de parution à la libération pour collaboration.
C'est avec une nouvelle direction, confiée à Daniel Yon, et un nouveau titre La Presse cherbourgeoise qu'il réapparaît le 3 juillet 1944. Il changera à nouveau de titre le 5 octobre 1953 pour devenir La Presse de la Manche.